# الحجرة (السياني)

تعديل مصدري - تعديل

الحجرة محلة تابعة لقرية القريعا، التابعة لعزلة عميد الداخل بمديرية السياني إحدى مديريات محافظة إب في الجمهورية اليمنية.، بلغ تعداد سكانها 62 حسب تعداد اليمن لعام 2004.